# North of Scotland Cup 2011–12
North of Scotland Cup 2011-12 khởi tranh vào ngày 23 tháng 7 năm 2011 và kết thúc vào ngày 11 tháng 9 năm 2011.
Mùa giải này chứng kiến Nutel Communications là nhà tài trợ năm thứ hai với lễ bốc thăm diễn ra ở trụ sở của họ tại Inverness. Lễ bốc thăm, như những năm trước, được chia thành 2 khu vực Bắc và Nam nhưng không có Ross County và Elgin City, hai đội bóng đã rút khỏi giải đấu.

## Các đội bóng tham gia mùa giải 2011-12
- Brora Rangers
- Clachnacuddin
- Forres Mechanics
- Fort William
- Golspie Sutherland
- Halkirk United
- Inverness Caledonian Thistle
- Lossiemouth
- Nairn County
- Rothes
- Strathspey Thistle
- Thurso
- Wick Academy

## Vòng Một
Phía Bắc
- Thurso 1-4 Brora Rangers[1]
- Wick Academy 1-2 Halkirk United[2]
- Golspie Sutherland 1-2 Clachnacuddin[3]

Phía Nam
- Lossiemouth 1-1 Rothes AET Rothes thắng 4-2 trong loạt sút luân lưu[4]
- Fort William 3-4 Forres Mechanics[5]

Đi tiếp: Strathspey Thistle, Inverness Caledonian Thistle, Nairn County

## Vòng Hai
Phía Bắc
- Halkirk United 1-1 Clachnacuddin AET Halkirk thắng 3-2 trong loạt sút luân lưu (tại Harmsworth Park, Wick)[6]
- Brora Rangers 3-5 Inverness Caledonian Thistle[7]

Phía Nam
- Rothes 1-2 Forres Mechanics[8]
- Nairn County 3-1 Strathspey Thistle[9]

## Bán kết
Phía Bắc
- Inverness Caledonian Thistle 1-0 Halkirk United (at Harmsworth Park, Wick)[10]

Phía Nam
- Forres Mechanics 2-0 Nairn County[11]

## Chung kết
- Inverness Caledonian Thistle 4-3 Forres Mechanics (tại Mosset Park, Forres)[12][13]